# Sujeción de carga

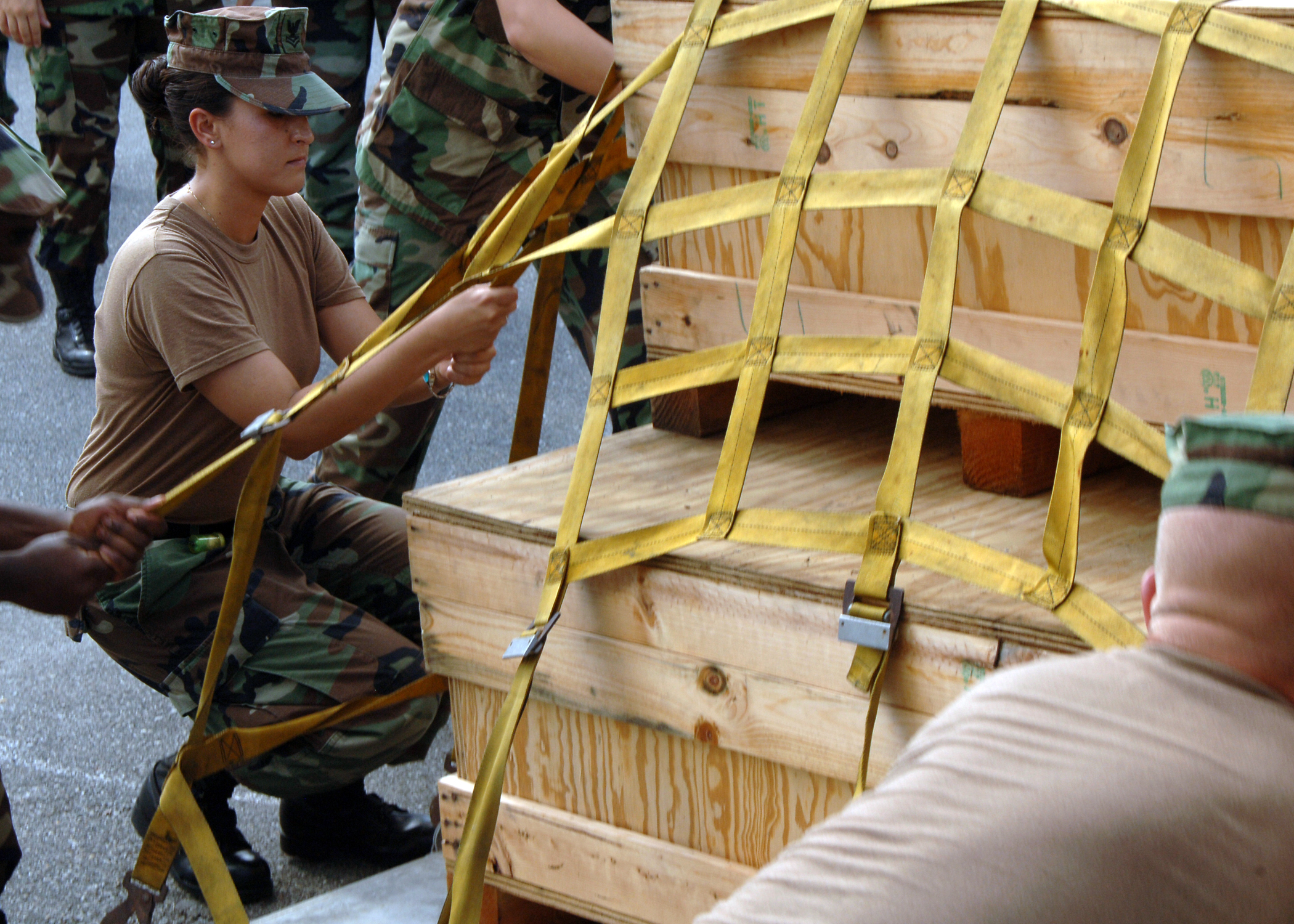
Un miembro de la Armada de los Estados Unidos asegura las correas de un palé durante un ejercicio de entrenamiento.

Los elementos de sujeción de carga son cintas o correas provistas de enganches y tensores que se usan para sujetar carga o equipaje durante su transporte.
El material que se suele utilizar es polipropileno por su reducido costo, si bien debido a su baja carga máxima posible no se recomienda su uso para aplicaciones de seguridad. Las sujeciones de poliéster, de costo superior, se llegan a validar para un uso mucho más profesional. 

## Sujeción de poliéster
Para reducir la dilatación durante su uso, las sujeciones se suelen someter a tensión tras su fabricación. Para aumentar la densidad de la superficie y mejorar la resistencia del material ante la suciedad se les somete a un proceso de impregnado. La anchura estándar es de 25, 35, 50 y 75 mm y su tensión de rotura oscila entre 250 y 10.000  daN (1 Decanewton = 10 Newton).
El herraje se cose con costuras de seguridad y junto a ellos se cose también una cinta textil con las características de la sujeción (material, tensión de rotura, norma de validación).

## Cierre a tensión

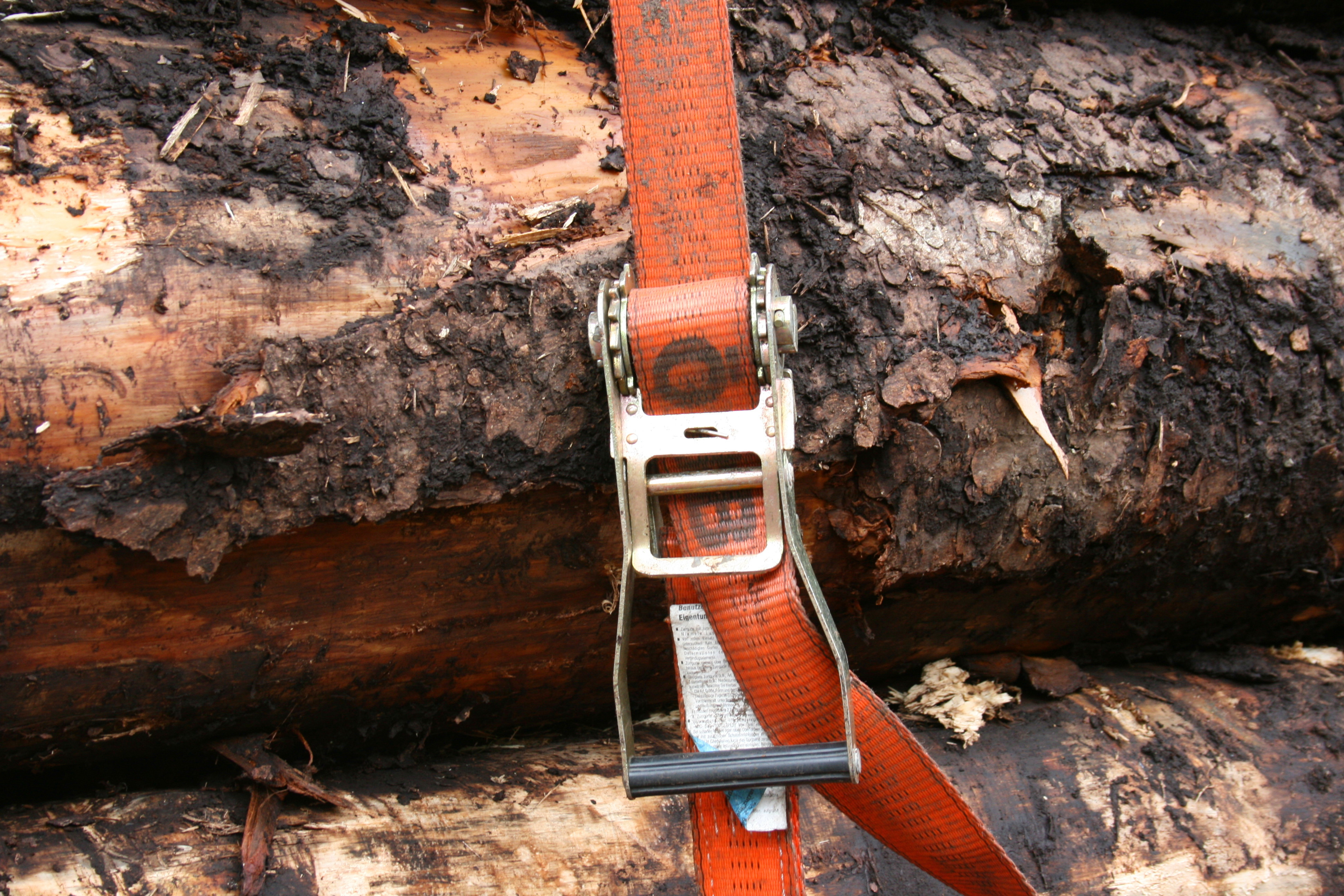
Sujeción a tensión y trinquete de una correa a tensión para asegurar una carga de troncos.

Las sujeciones más sencillas se fijan con un cierre de metal colado. El cierre consta de una nervadura desviadora y un mordaza presora estriada. La cinta se puede deslizar en una dirección, pero no en la dirección contraria por el bloqueo de la mordaza presora.

## Trinquete
Con la ayuda de trinquetes se logran por lo general elasticidades de hasta 500 daN. Sin embargo, hay trinquetes especiales (DoTension) que pueden llegar a 1000 daN. Los trinquetes de alta gama son de acero inoxidable o reforzados con zinc. En cargas profesionales (para camiones) se utilizan 3 tipos de trinquetes: los trinquetes de palanca larga, los de palanca corta y los trinquetes de carga pesada. Además, los trinquetes se dividen en tres grupos según la dirección en la que ocurre la fuerza para crear la elasticidad inicial: el trinquete tractor, el trinquete de choque y el trinquete múltiple (tractor y de golpe).

## Herraje final
Según el campo de aplicación se dota a las sujeciones con diferentes tipos de herrajes. Los más frecuentes son ganchos puntiagudos, ganchos puntiagudos con cierre, triángulos (percha, ojal), ganchos triangulares, ganchos de garra, ganchos de marco y ganchos planos.

## Normas de seguridad
Las sujeciones industriales se comprueban según las normas DIN 60060, VDI 2701 o EN 12195-2 dependiendo de su campo de aplicación. Las cargas de fractura permitidas se imprimen en una señal azul cosida a la sujeción. Las sujeciones han de someterse a comprobación de forma regular y antes de su uso debe comprobarse si no tienen daños visibles. Las sujeciones sin la señal de comprobación no deben utilizarse.

## Ejemplares de mochila
En los últimos años se han hecho populares las sujeciones para cerrar bolsos y mochilas o bien para fijar objetos en bultos de equipajes. En las mochilas se utilizan por ejemplo para fijar el saco de dormir o la esterilla aislante.